# Lijst van Eerste Kamerleden voor de Algemeene Bond van RK-kiesverenigingen
Een overzicht van alle Eerste Kamerleden voor de Algemeene Bond van RK-kiesverenigingen.
| Eerste Kamerlid                       | Begindatum        | Einddatum         |
| ------------------------------------- | ----------------- | ----------------- |
| J.F.C. Arntz                          | 28 juni 1921      | 20 september 1926 |
| Ch.A.H. Barge                         | 27 december 1909  | 15 september 1913 |
| W.H.J.Th. van Basten Batenburg        | 17 september 1907 | 17 september 1923 |
| A.H.M. van Berckel                    | 20 september 1904 | 25 juni 1907      |
| J.G.S. Bevers                         | 20 september 1904 | 11 februari 1908  |
| J.W. van den Biesen                   | 20 september 1904 | 12 december 1917  |
| H.M.J. Blomjous                       | 30 november 1920  | 20 september 1926 |
| H.P.C. Bosch van Drakestein           | 20 september 1904 | 16 augustus 1914  |
| J.W.M. Bosch van Oud-Amelisweerd      | 13 oktober 1914   | 17 september 1923 |
| C.L. Bressers                         | 19 februari 1918  | 20 juni 1919      |
| J.S.H. Brouwers                       | 20 september 1904 | 18 januari 1908   |
| R.J.A. Diepen                         | 28 december 1915  | 6 februari 1920   |
| P.Th.H.M. Dobbelmann                  | 25 juli 1922      | 20 september 1926 |
| P.J.J.S.M. van der Does de Willebois  | 20 september 1904 | 17 september 1923 |
| P.M.G. von Fisenne                    | 20 september 1904 | 19 september 1910 |
| W. Fransen Jzn.                       | 25 juli 1922      | 20 september 1926 |
| A.J.A. Gilissen                       | 18 november 1914  | 17 september 1923 |
| P.J.J. Haazevoet                      | 19 september 1922 | 20 september 1926 |
| O.M.F. Haffmans                       | 27 maart 1908     | 20 september 1926 |
| Th.E.F. Heerkens                      | 6 december 1904   | 16 november 1909  |
| J.N.J.E. Heerkens Thijssen            | 25 juli 1922      | 20 september 1926 |
| F.I.J. Janssen                        | 23 maart 1922     | 20 september 1926 |
| P.W. de Jong                          | 18 september 1923 | 20 september 1926 |
| A.J. Jurgens Hzn.                     | 19 december 1919  | 28 april 1921     |
| E.A.M. van der Kun                    | 21 september 1910 | 26 september 1914 |
| A.M.J.E.A. van Lamsweerde             | 20 september 1904 | 5 november 1919   |
| J.Ch.L. van der Lande                 | 25 november 1913  | 18 september 1916 |
| J.Ch.L. van der Lande                 | 29 juli 1920      | 20 september 1926 |
| W.M. van Lanschot                     | 16 mei 1911       | 20 september 1926 |
| J.A.A.M. van Loon                     | 16 september 1919 | 17 september 1923 |
| L.H.L.J. van der Maesen de Sombreff   | 19 maart 1909     | 22 februari 1926  |
| W. Merkelbach                         | 20 september 1904 | 20 mei 1911       |
| A.H.J.H. Michiels van Kessenich       | 20 september 1904 | 29 januari 1922   |
| G.A.H. Michiels van Kessenich         | 7 april 1926      | 20 september 1926 |
| W.J.H. Prinzen Fzn.                   | 20 september 1904 | 15 september 1913 |
| C.A.M. Raymakers                      | 23 december 1907  | 2 januari 1911    |
| F.J.M.A. Reekers                      | 20 september 1904 | 26 mei 1922       |
| L.H.W. Regout                         | 20 september 1904 | 21 januari 1909   |
| L.H.W. Regout                         | 16 september 1913 | 26 oktober 1915   |
| A.M. Sassen                           | 20 september 1904 | 19 oktober 1907   |
| A.J.I.M. Smits                        | 20 juni 1911      | 17 september 1923 |
| A.M.A.A. Steger                       | 24 oktober 1922   | 17 september 1923 |
| B.Th.C. Straeter                      | 23 maart 1920     | 5 september 1920  |
| G.J. van Swaaij                       | 29 december 1913  | 18 september 1922 |
| F.X.A. Verheyen                       | 19 mei 1908       | 20 september 1926 |
| P.J.F. Vermeulen                      | 21 september 1904 | 9 oktober 1913    |
| J.J.G. van Voorst tot Voorst          | 27 maart 1908     | 20 september 1926 |
| W.S.J. van Waterschoot van der Gracht | 20 september 1904 | 6 november 1916   |
| F.H. van Wichen                       | 7 november 1916   | 5 maart 1920      |
| P.J.J. de Wit                         | 18 september 1923 | 20 september 1926 |
| E.B.F.F. Wittert van Hoogland         | 13 april 1920     | 20 september 1926 |
| E.H.J.M. van Zinnicq Bergmann         | 20 september 1904 | 16 maart 1908     |